# Alameda de Pontevedra
A Alameda do arquiteto Sesmero, popularmente chamada de Alameda pelos pontevedreses, é um parque público localizado no centro da cidade de Pontevedra, na Galiza (Espanha). Juntamente com o parque das Palmeiras, é a maior área verde do centro de Pontevedra. A Alameda está localizada a oeste da cidade velha, muito perto do antigo bairro de pescadores da Moureira. 

## História
A Alameda de Pontevedra tomou a sua configuração actual no final do século XIX como parte de um ambicioso projeto de extensão da cidade para terras localizadas fora das antigas muralhas de Pontevedra. 
Antes do desenvolvimento deste espaço urbano como Alameda, era conhecido pelos nomes de Campo da Verdade (local de execução dos presos) e Campo das Rodas. Foi lá que, na época, cordas e cordames eram feitos para a pesca. Após a construção do convento de São Domingos e devido à sua influência, passou a ser conhecido como Campo de São Domingos. 

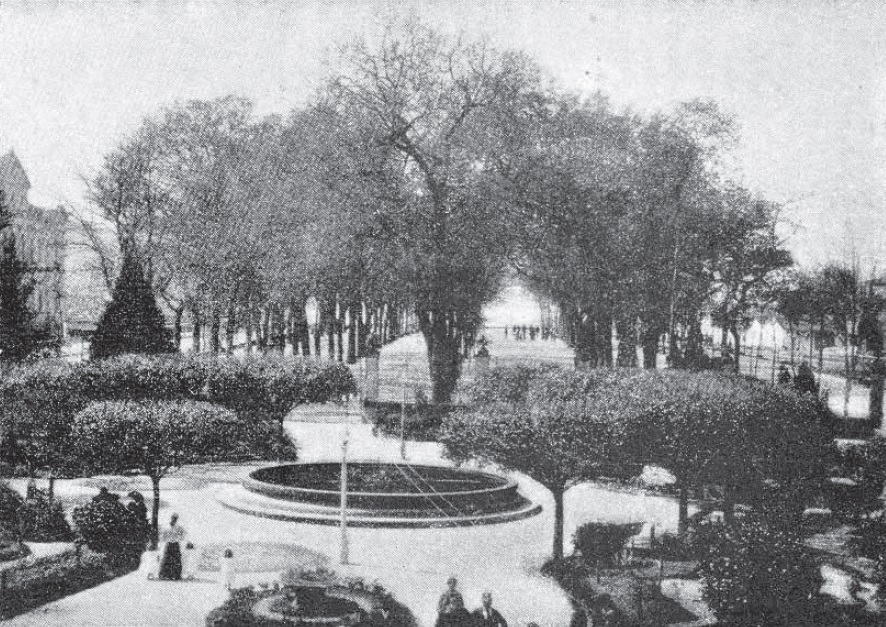
Alameda de Pontevedra em 1898

Foi em 1648 que os dominicanos transformaram o pomar de seu convento em um local para caminhadas. Dois séculos depois, em 1846, foi construído um muro de contenção, o terreno foi nivelado, foram plantadas árvores e foram colocados os primeiros bancos de pedra. Em 1847, parte desse campo correspondente ao que hoje é Alameda estava fechada com muros de pedra. A Alameda tinha cinco ruas largas delimitadas por árvores em linha recta e um passeio espaçoso. Havia 57 carvalhos e 91 acácias e uma vista magnífica sobre a ria de Pontevedra e o mar. Os residentes mais elegantes da cidade costumavam passear por ela, especialmente nas noites de Verão, para respirar a brisa do mar.
Foi com a expansão urbana do final século XIX, que tornou efetiva o arquiteto Alejandro Sesmero, que terminou o processo de configuração desse espaço emblemático.
Sesmero concebeu um projeto para a Alameda de Pontevedra como parte da expansão burguesa da cidade e apresentou-o oficialmente em 29 de abril de 1879. Nos primeiros anos, a Alameda foi dividida longitudinalmente em vários passeios, que, dentro de uma sociedade de classes, eram reservadas para o uso de cada categoria social. O passeio mais próximo à atual Gran Vía de Montero Ríos foi reservado para amas e empregadas domésticas, o passeio adjacente à classe média ou artesãos e os dois passeios restantes ao lado do atual café El Cafetín foram reservados para as classes burguesas e nobres.

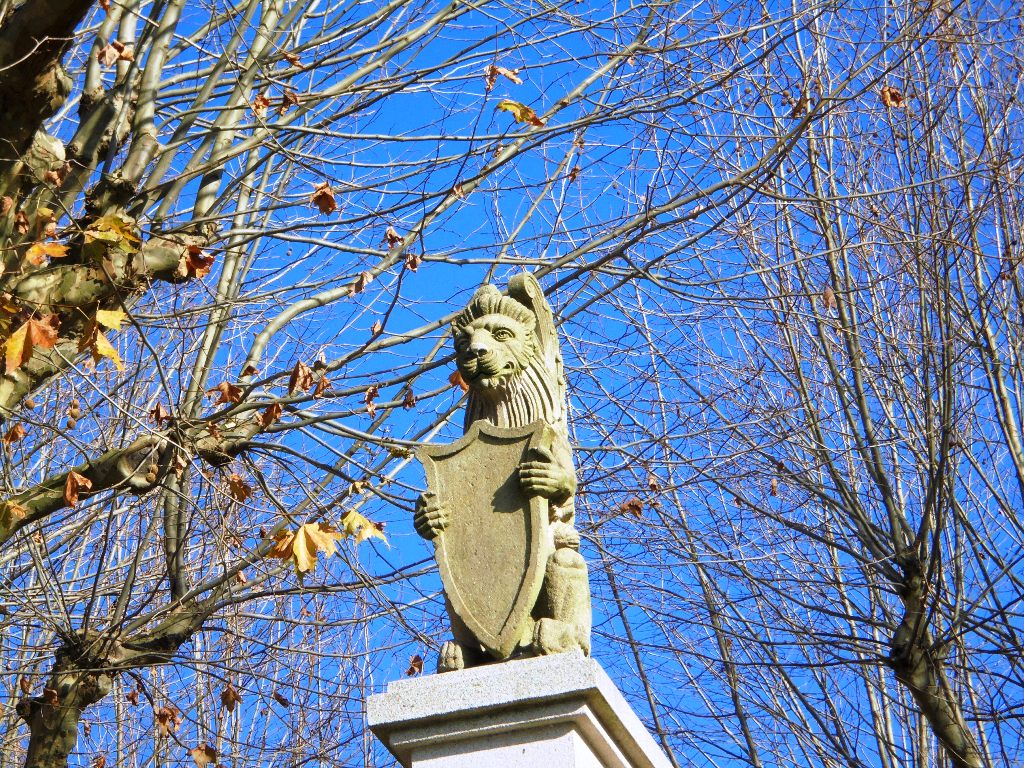
Leão de pedra na entrada ocidental da Alameda com o brasão da cidade

No início do século XX, em 1904, foi construído o coreto para sediar concertos de músicos ou shows de artistas. Mais tarde, em 1927, a câmara municipal contratou o arquiteto municipal Emilio Salgado para elaborar um projeto para embelezar a parte ocidental da Alameda com uma vista privilegiada do mar. Salgado realizou um projeto claramente influenciado pelo Art Déco e, em 1928, foi inaugurada uma magnífica escadaria de pedra, adornada com dois grandes pilares de seis metros de altura, terminando com efígies de leões de pedra apoiando o brasão da cidade. Na década de 1950, esses pilares foram bastante reduzidos à altura da balaustrada. Os leões de pedra que os coroavam foram substituídos por cibórios em forma de vasos de flores. Em 2010, os pilares e os leões redescobriram a sua localização e desenho originais.
O atual café El Cafetín, localizado no lado norte da Alameda, lembra um café antigo do início do século XX que na verdade era apenas um pequeno quiosque com bebidas e outros produtos relacionados. Em 1987, El Cafetín foi aberto com a sua estética atual.

## Descrição
A Alameda tem uma superfície oblonga ou oval que se estende dos arredores da Câmara Municipal na praça de Espanha em direcção a San Roque (antigas Moureiras). Os alinhamentos das árvores dividem-na longitudinalmente em vários passeios paralelos. Com a Gran Vía de Montero Ríos, possui uma área de 21.000 m². 

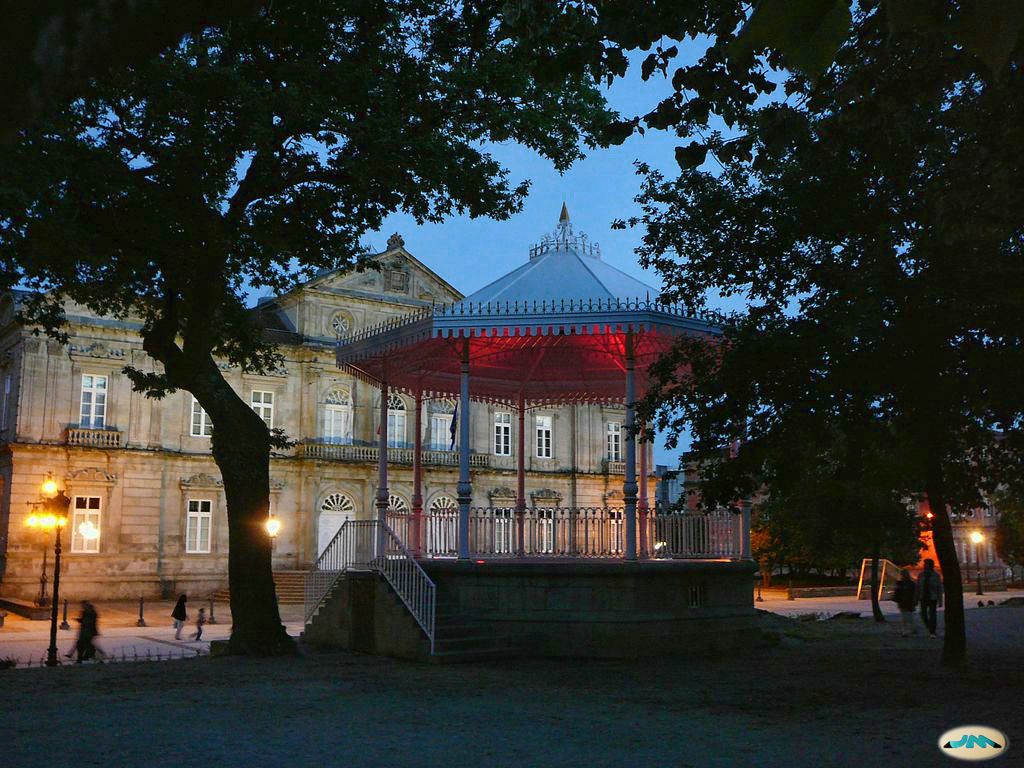
Coreto

O lado oeste da Alameda é delimitado por um ponto de vista que termina em uma escadaria de pedra. Esta escadaria é ladeada por duas colunas de seis metros de altura, sobre as quais são colocadas as efígies de dois leões de pedra carregando o brasão de armas da cidade. Nas paredes circulares que delimitam essa parte sul estão os mosaicos de azulejos feitos por Carlos Sobrino. Do lado da Alameda, próximo à Gran Via de Montero Ríos, fica o coreto. 
Carlos Sobrino produziu 23 azulejos para a Alameda de Pontevedra com diferentes paisagens e cenas, rurais e urbanas, pintadas em 1927 e feitas em Sevilha. Esses mosaicos foram completamente restaurados como parte da reforma realizada nas proximidades do parque em 2010. 

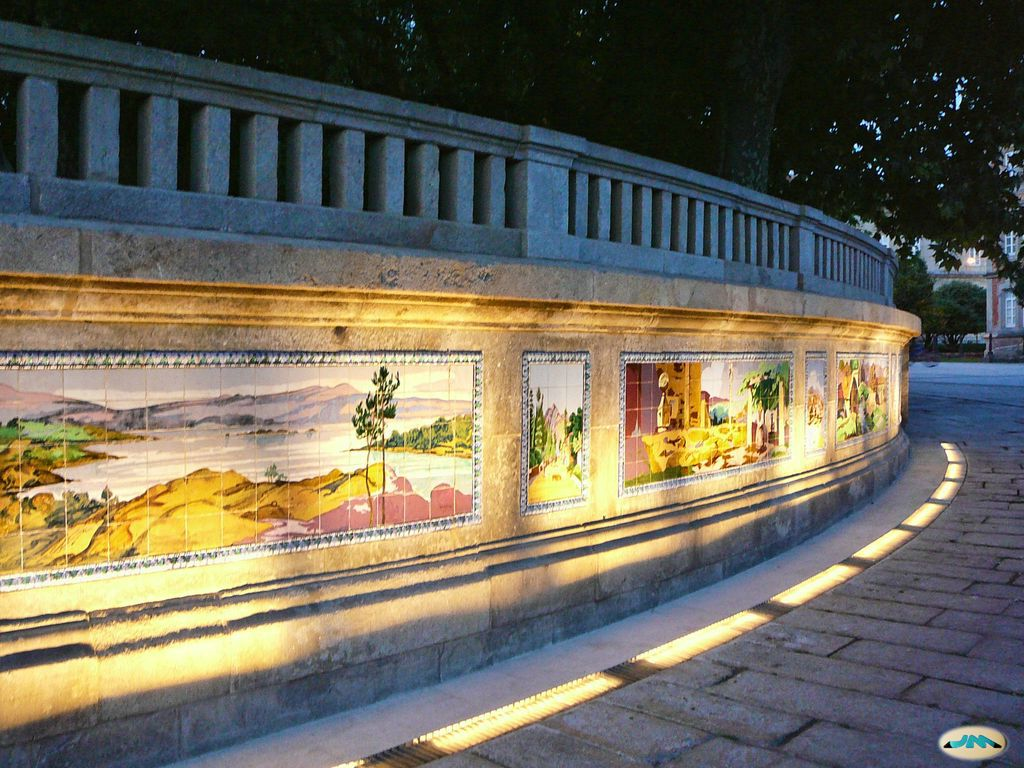
Escadaria e azulejos por Carlos Sobrino

As cenas ilustram os costumes e a arquitetura tradicionais : pessoas em trajes típicos, os espigueiros de Combarro, a ermida de Nossa Senhora da Lanzada ou a Praça da Lenha (Plaza de la Leña), no centro histórico da cidade, entre outros.
A Alameda é delimitada no lado leste pelo monumento aos heróis de Puente Sampayo, criado por Julio González-Pola y García em 1911, por ocasião do primeiro centenário da batalha de Ponte Sampaio contra os franceses.
A Alameda permanece fiel à sua estética e à sua configuração original do século XIX. Preserva o solo com caminhos delimitados por cinco fileiras de árvores, principalmente álamos, choupos pretos, plátanos, tílias, amieiros e carvalhos,  bancos de pedra e um coreto octogonal. A entrada oriental é presidida por uma araucaria heterophylla, com cerca de 30 metros de altura, a árvore mais alta da alameda.  É separada da avenida de paralelepípedos chamada Gran Vía de Montero Ríos por seções de escadas de pedra.

## Galeria de imagens

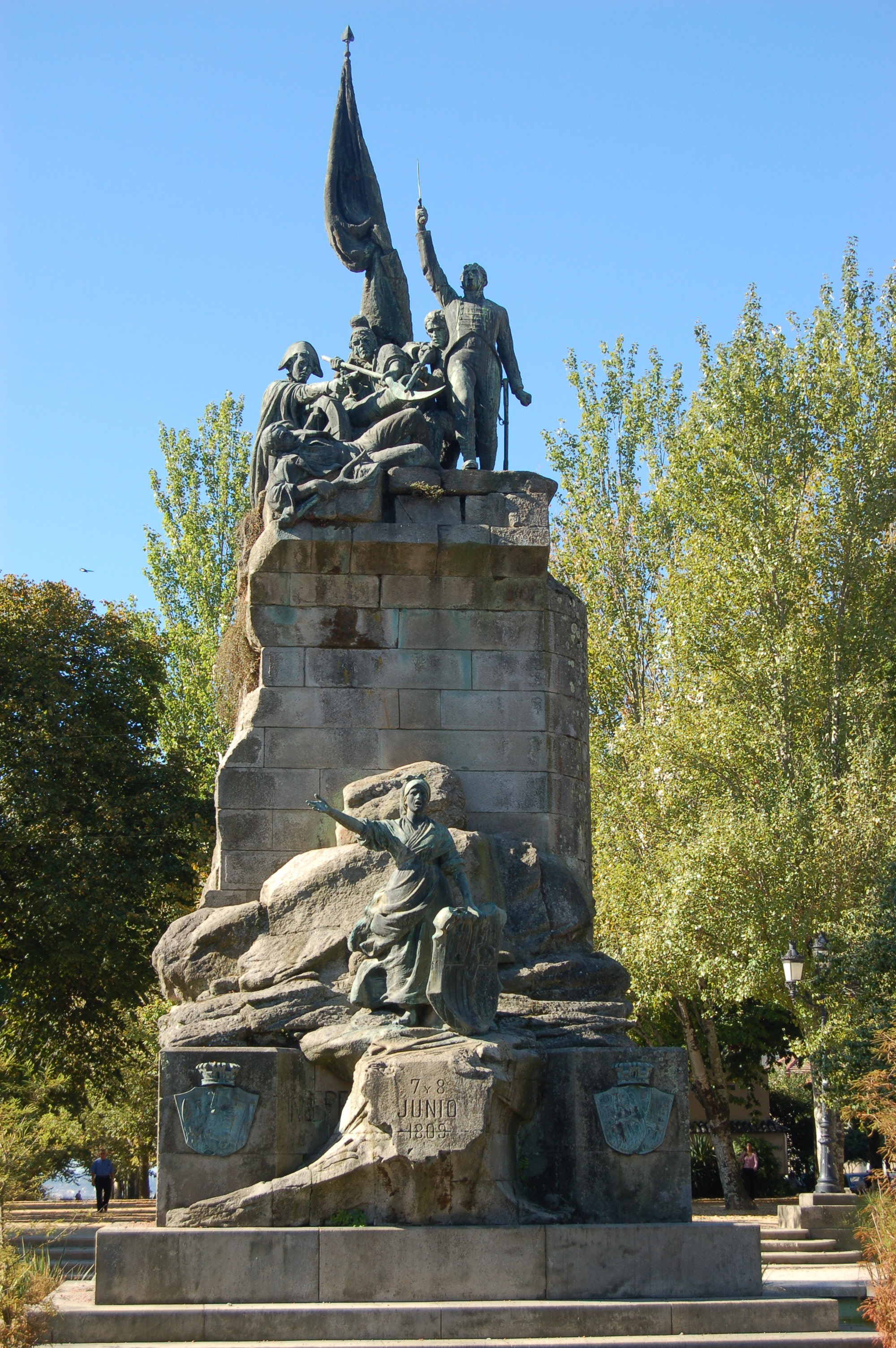
Monumento aos heróis de Puente Sampayo
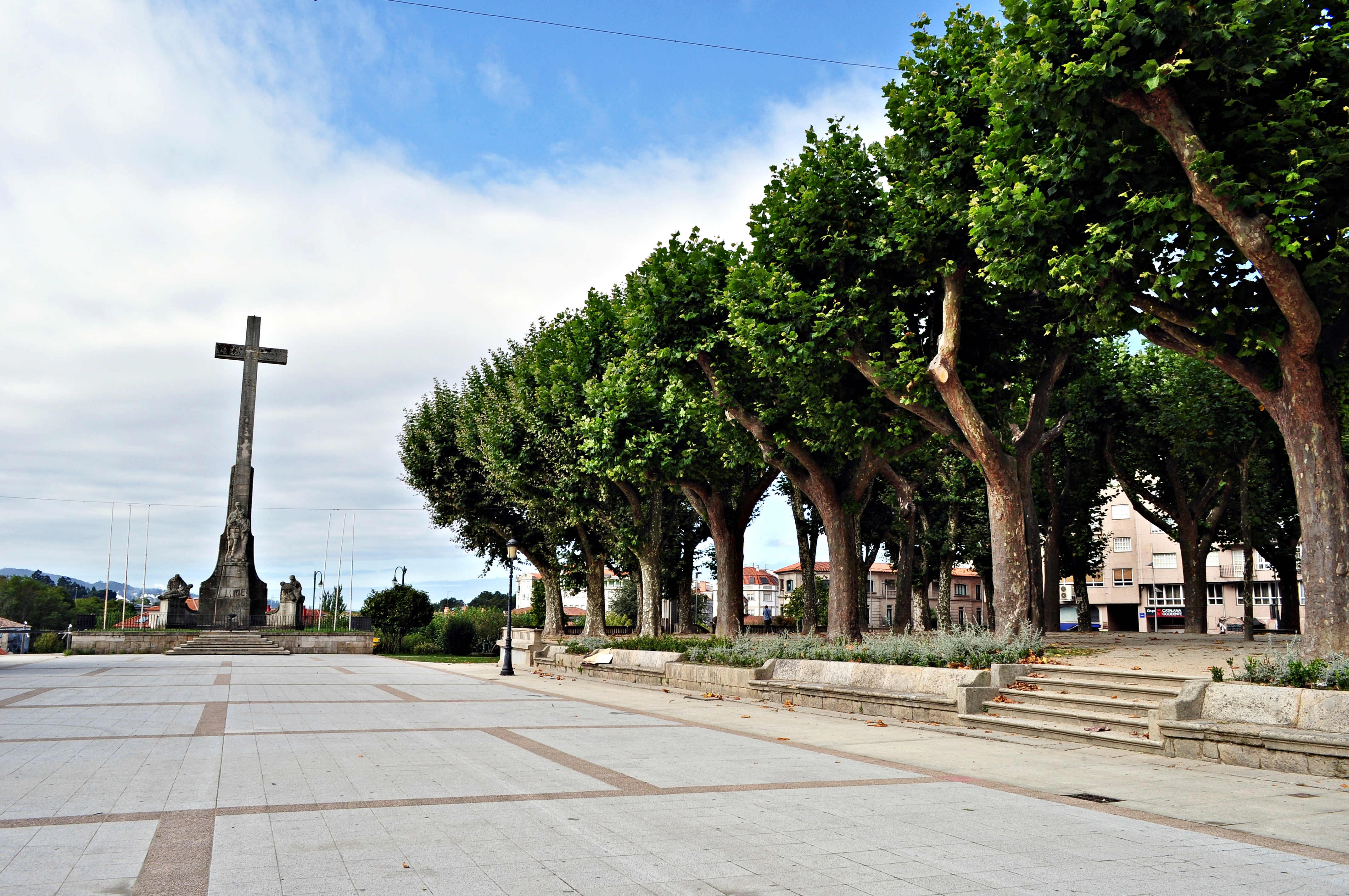
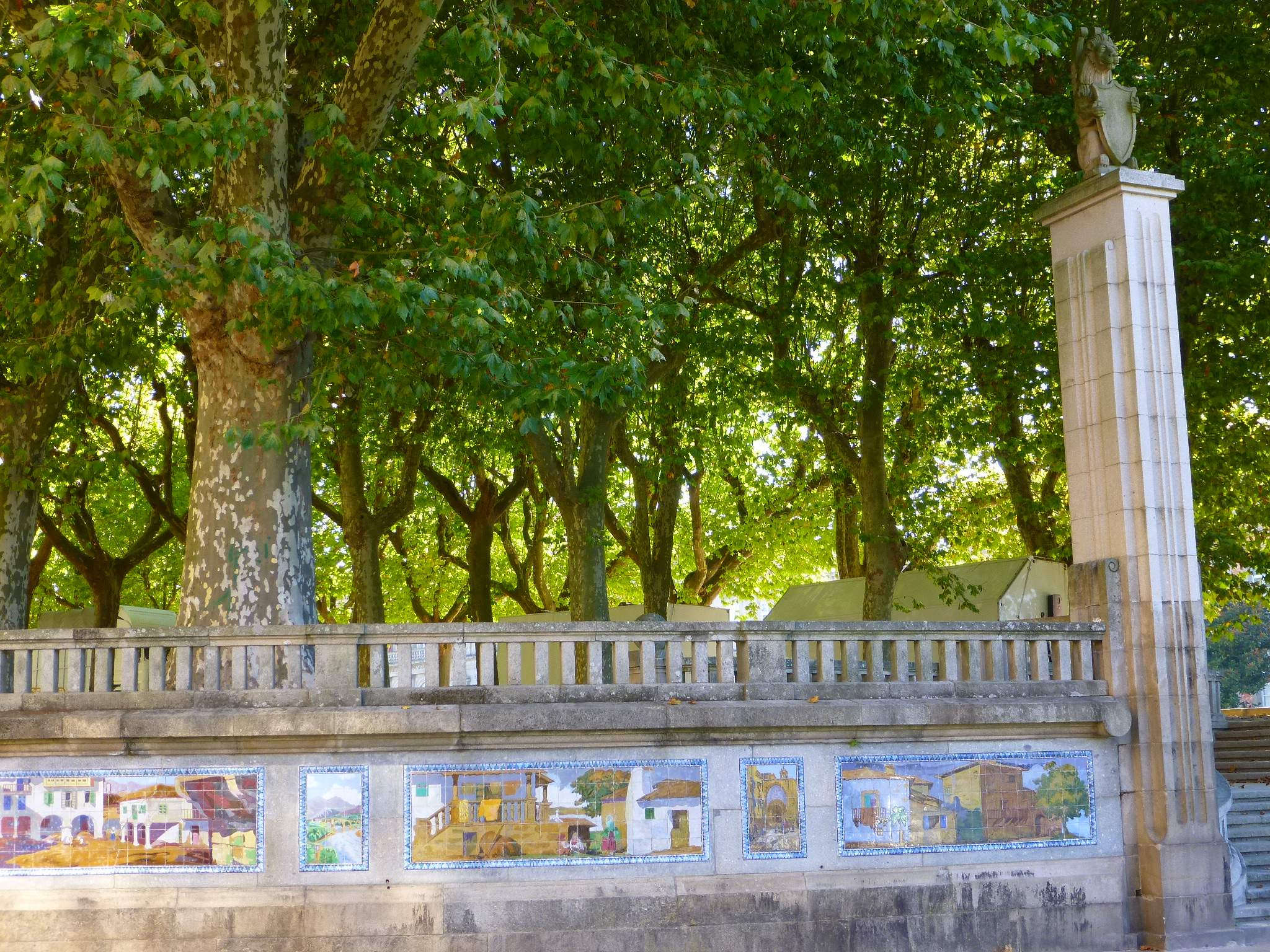
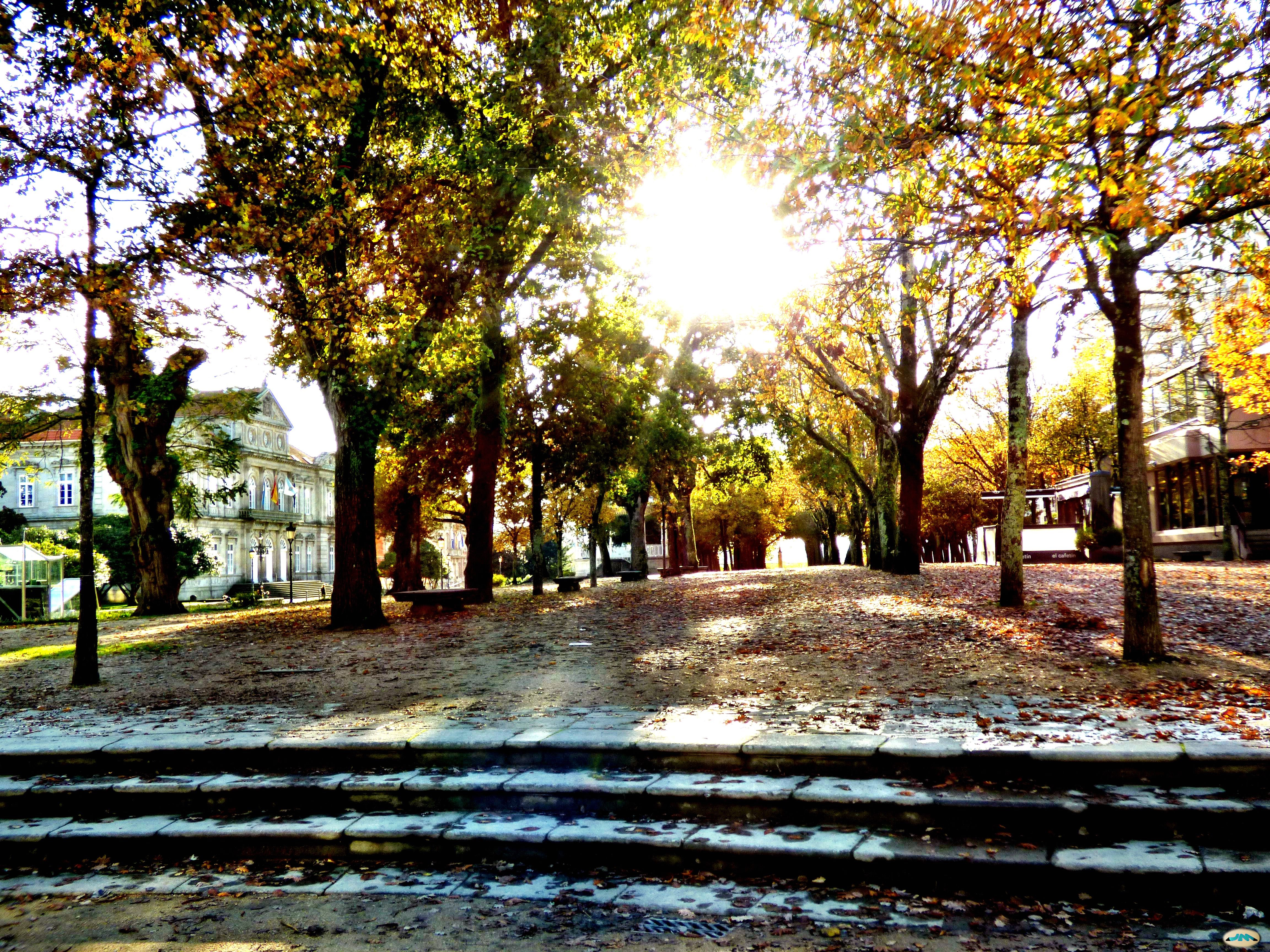
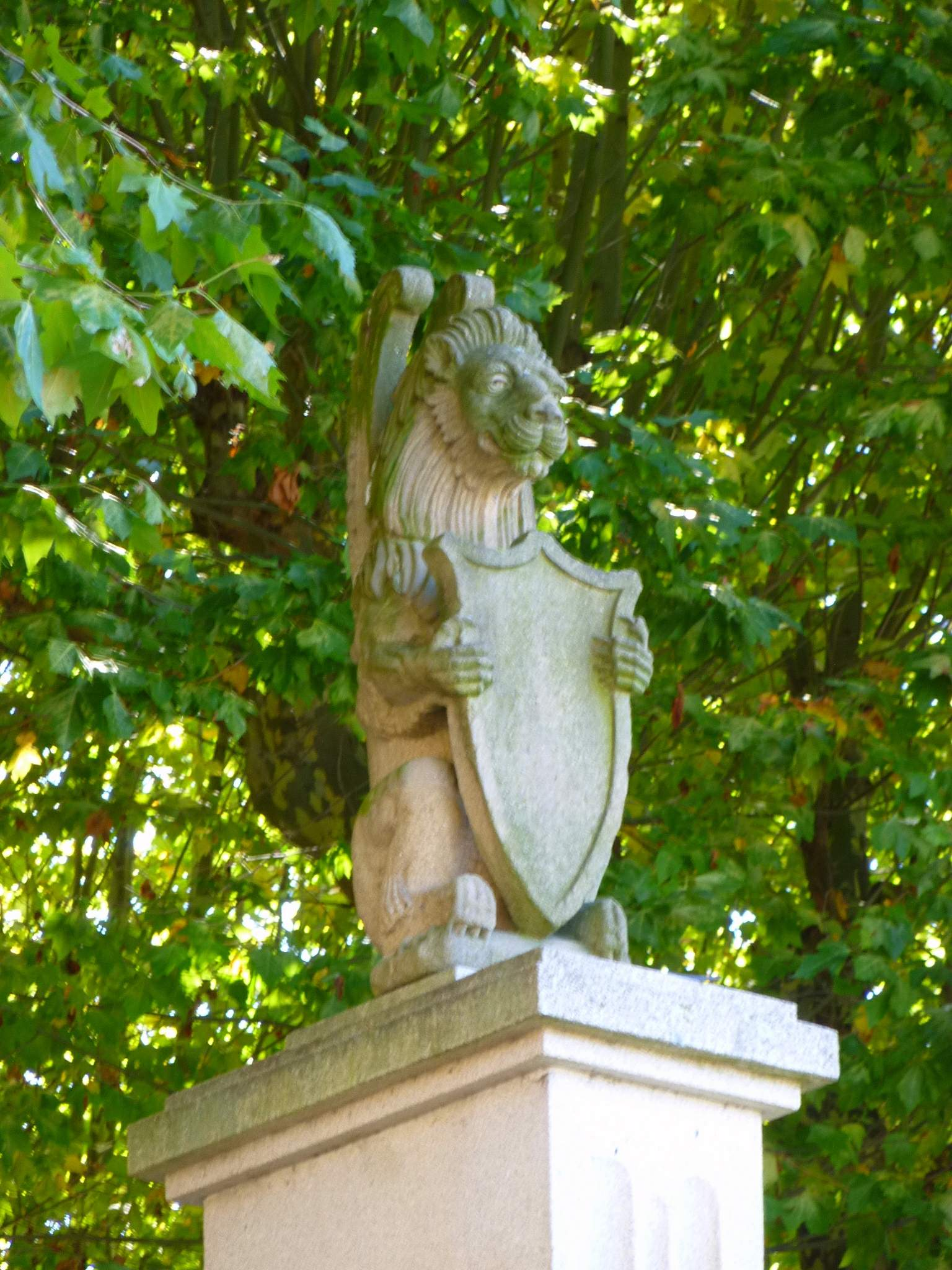
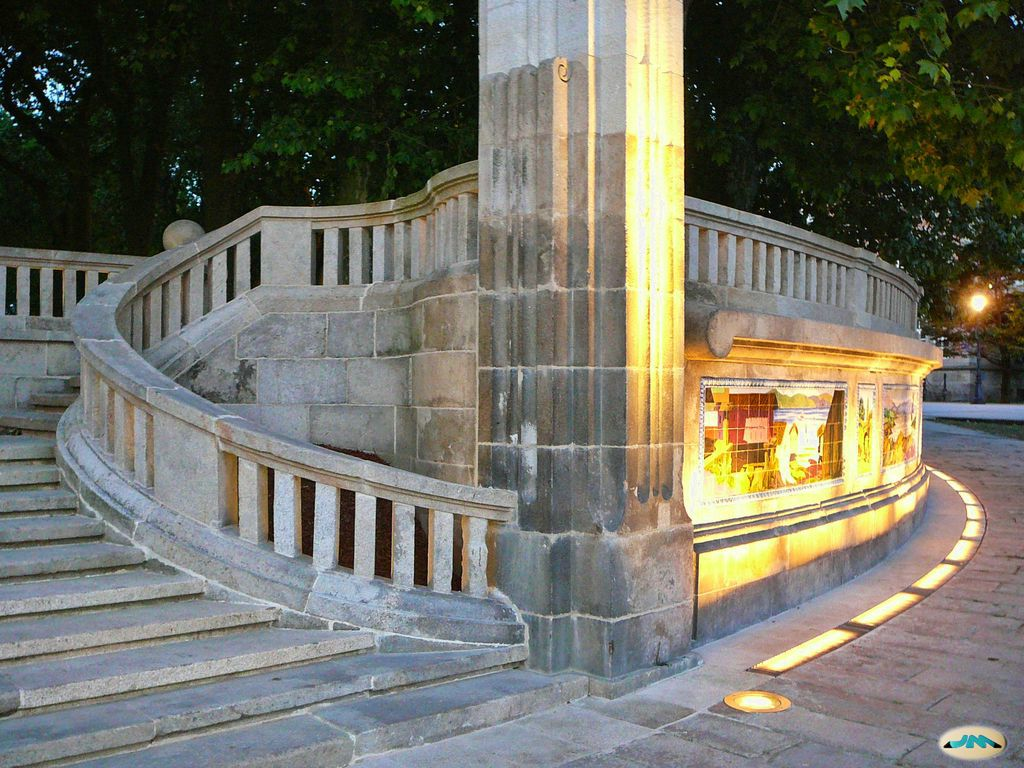
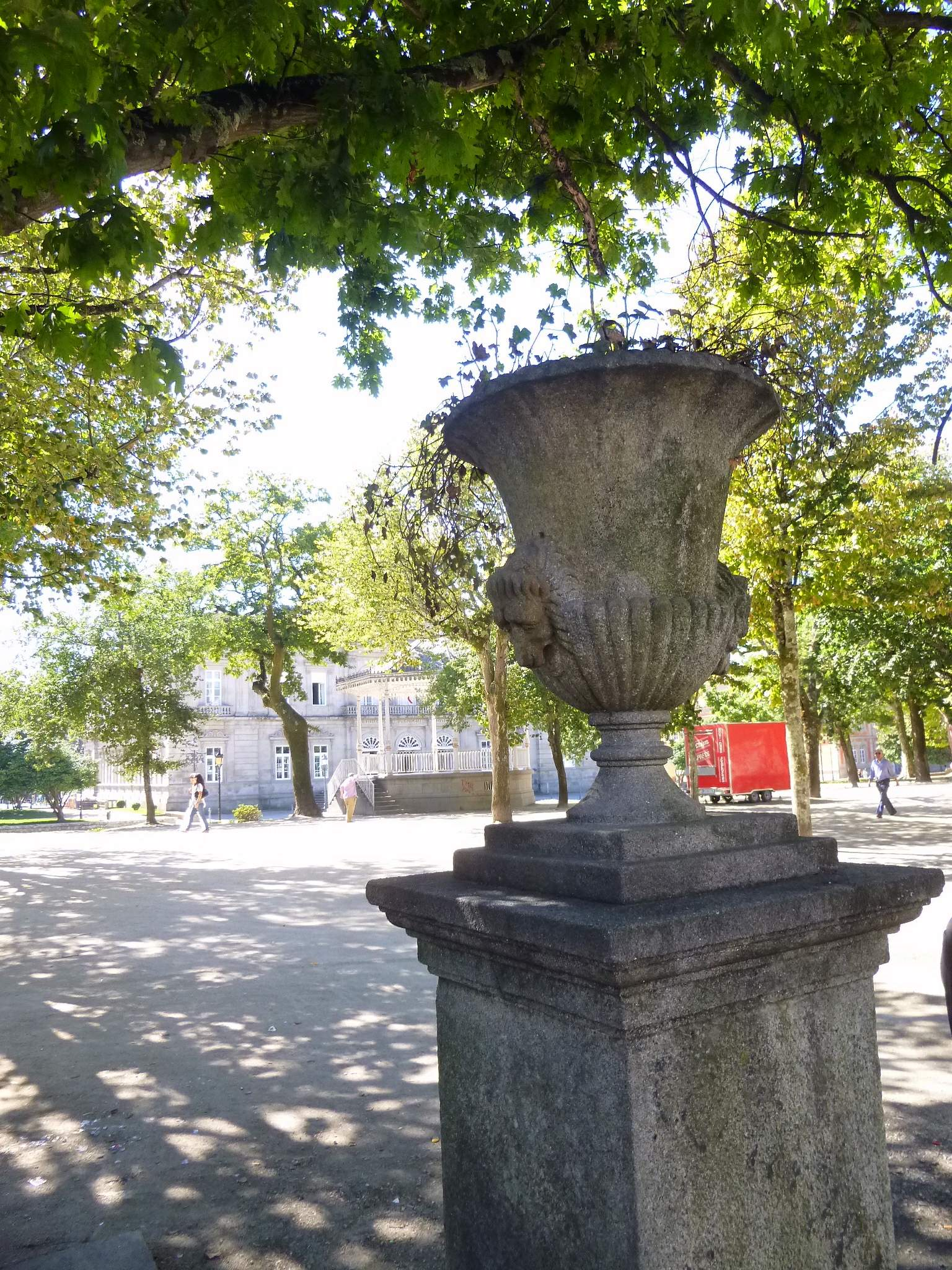
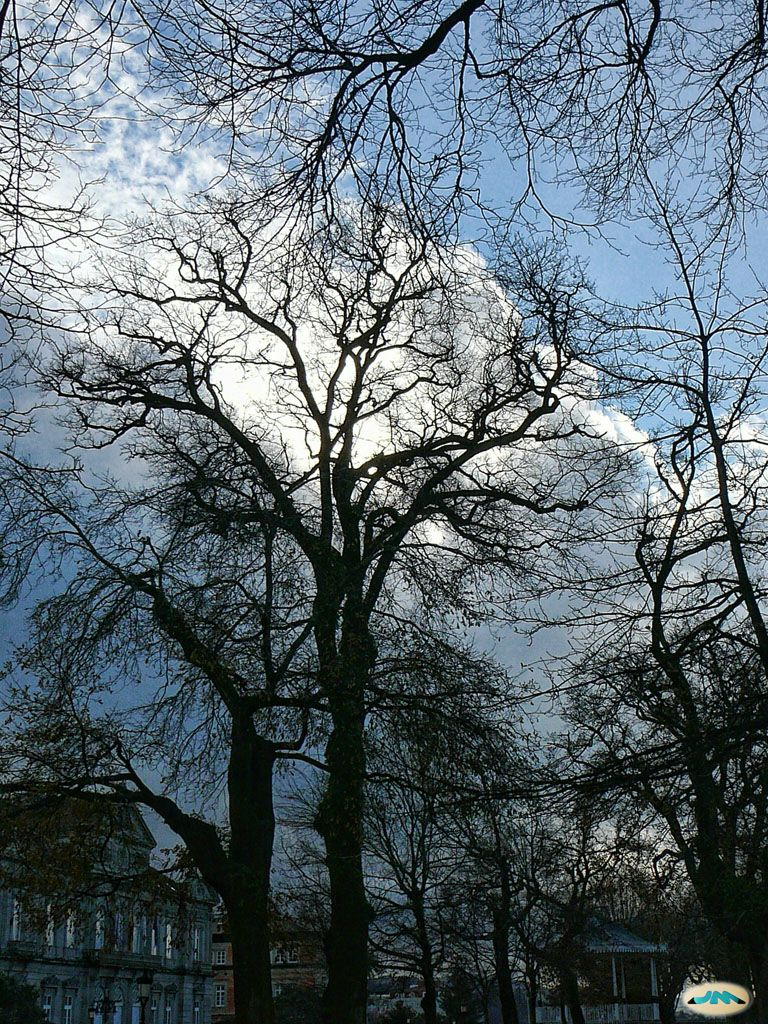
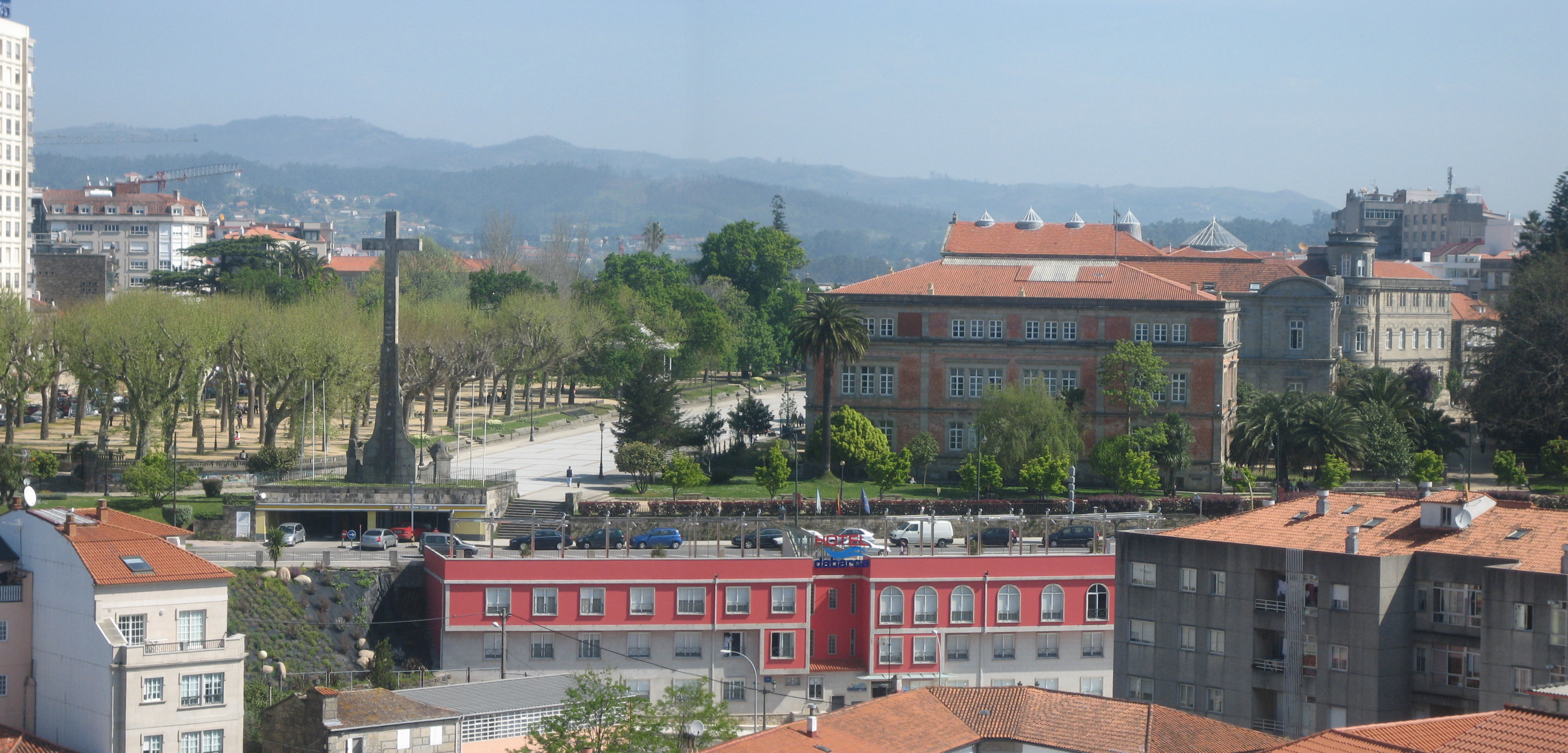
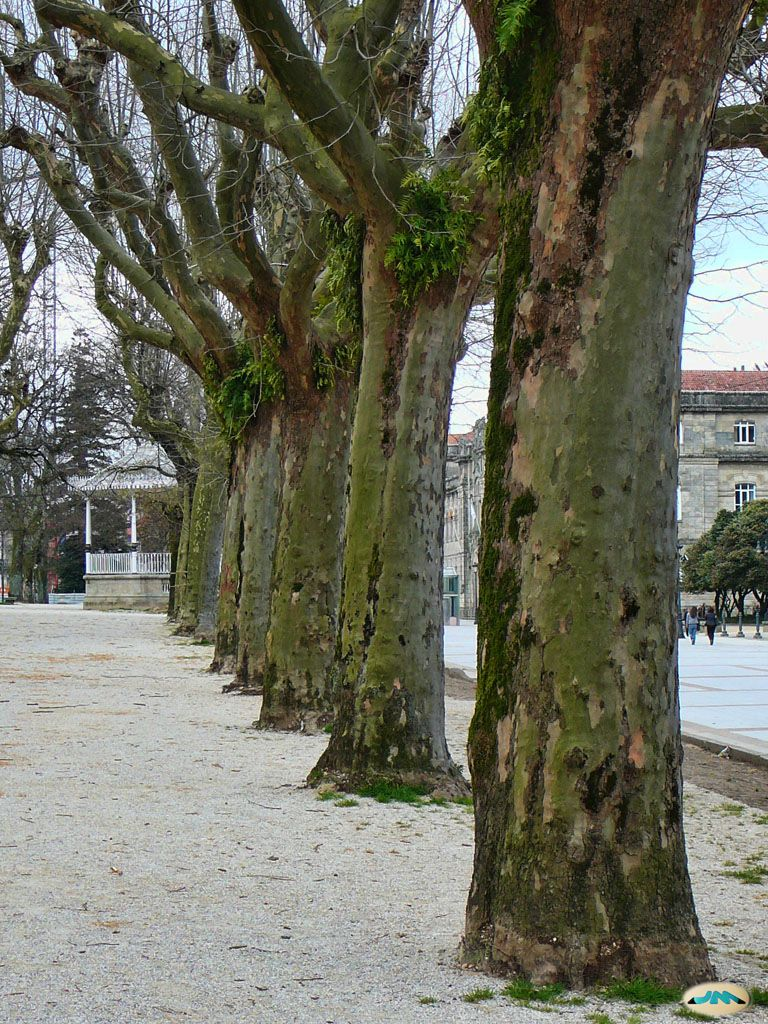
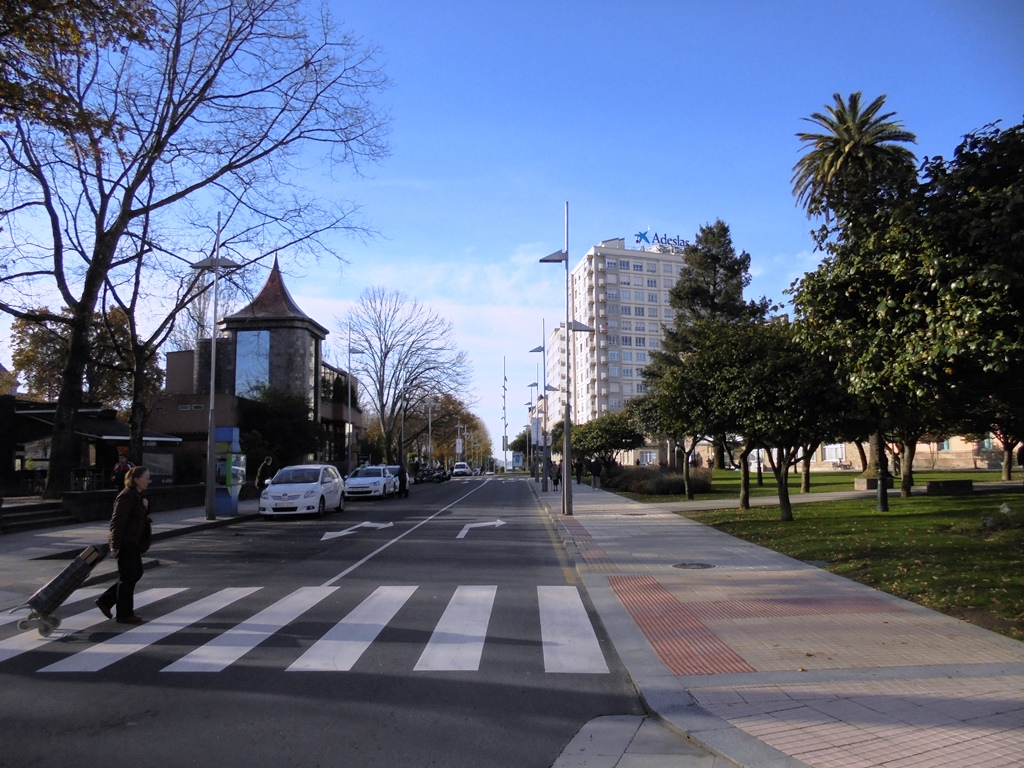
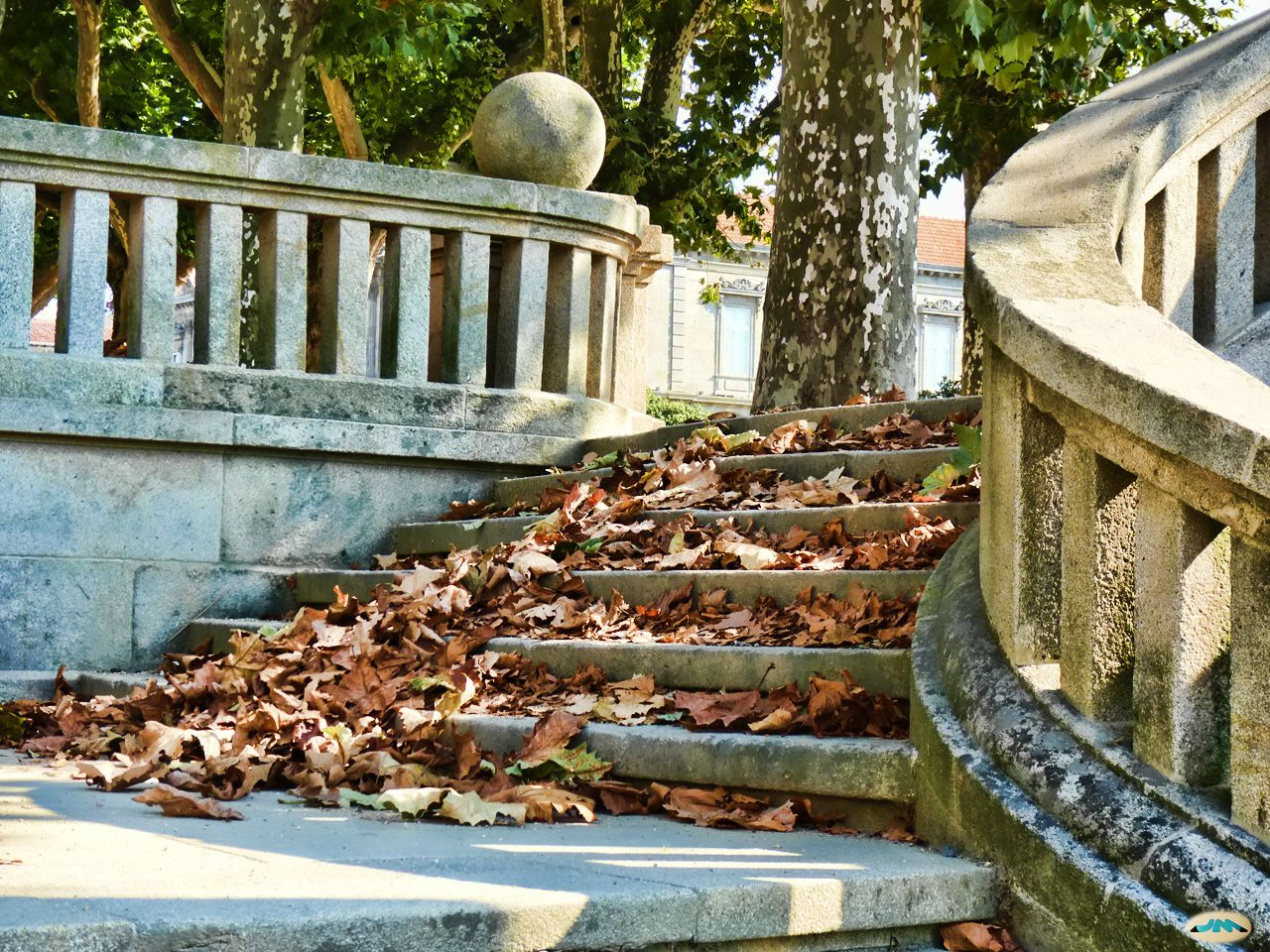
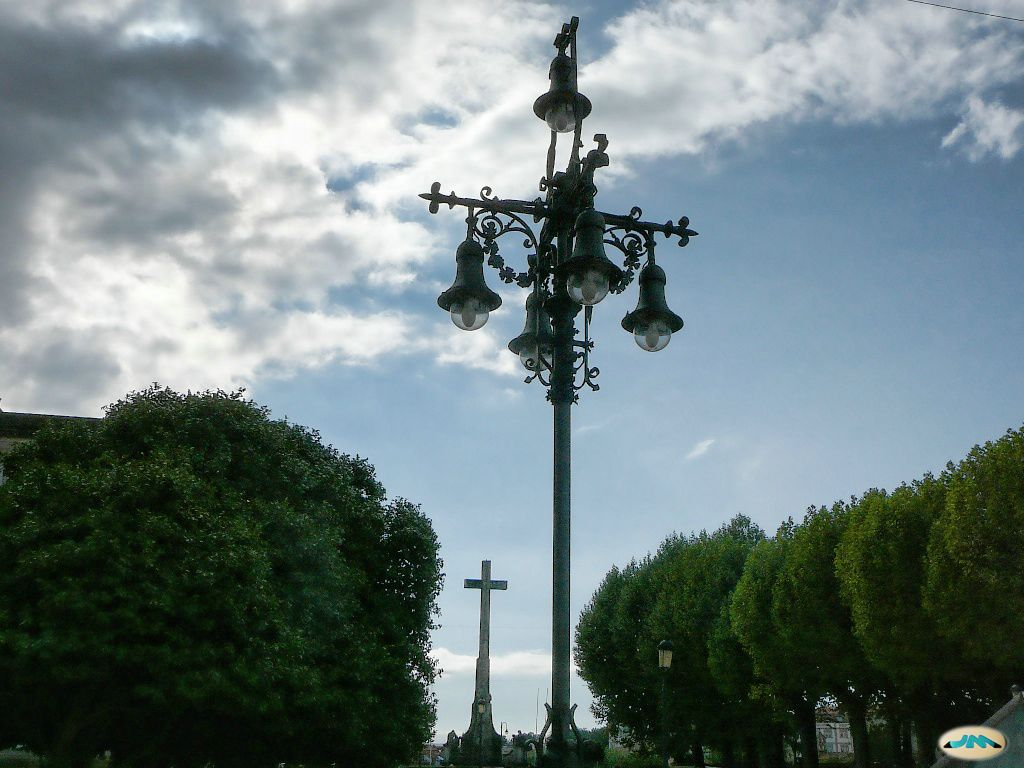
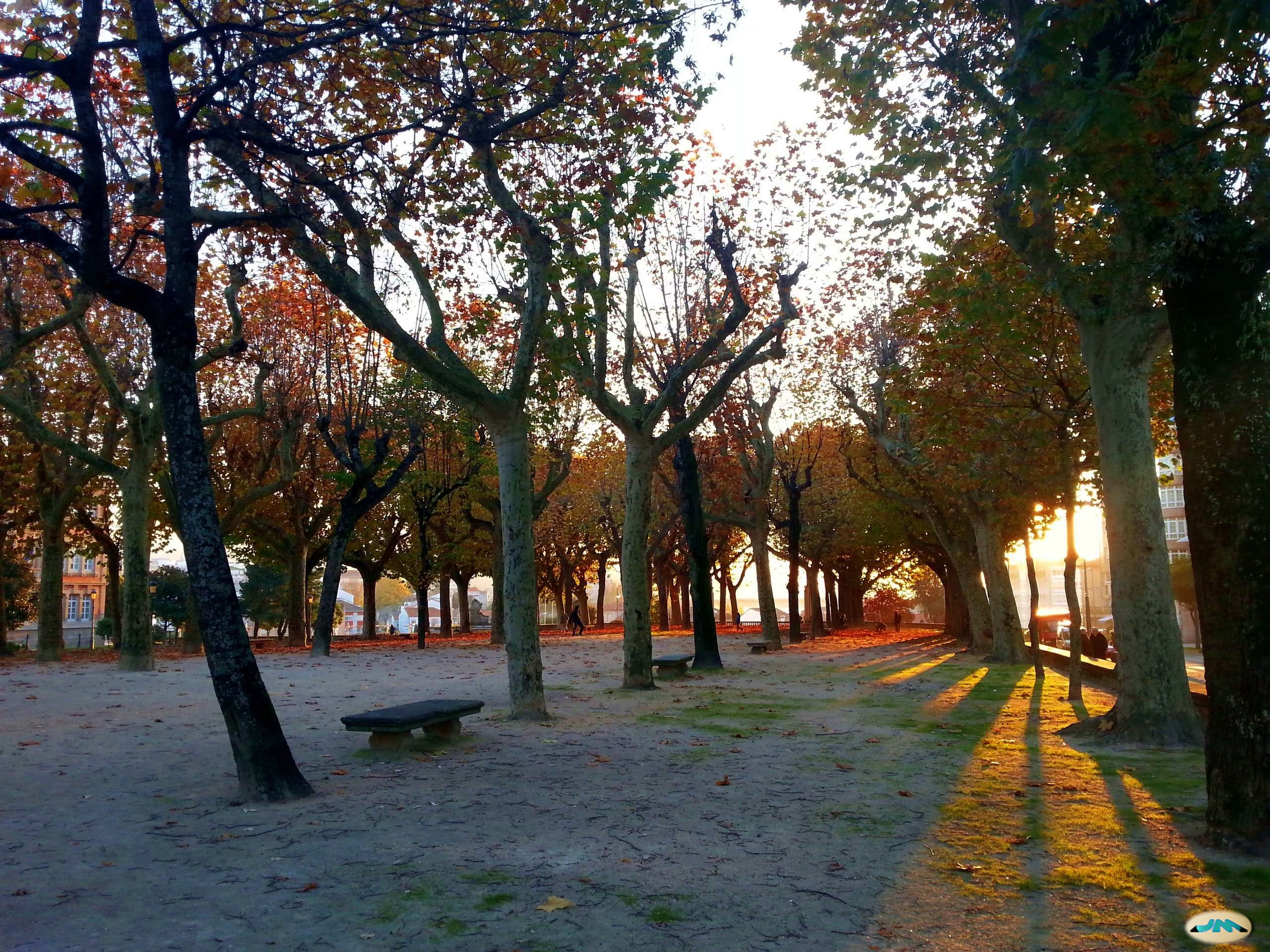
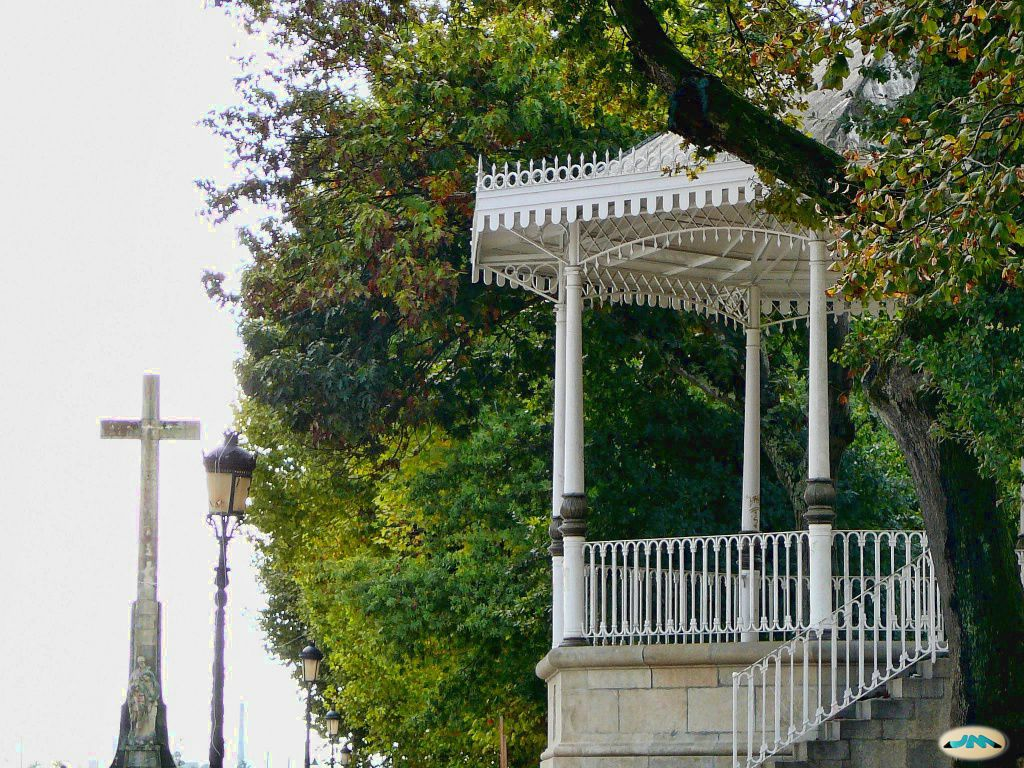

### Outros artigos
- Praça de Espanha
- Gran Vía de Montero Ríos
- Parque das Palmeiras
- Ensanche-Centro da cidade
- Ilha das Esculturas
- Parque natural Marismas de Alba